# Guilherme Henriques de Carvalho
Guilherme Henriques de Carvalho (Coimbra, 1 de Fevereiro de 1793 – Lisboa, 15 de Novembro de 1857) foi o nono Patriarca de Lisboa com o nome de D. Guilherme I (eleito em 1845).

## Biografia
Era filho de José Ribeiro dos Santos e de sua mulher Ana Joaquina da Soledade (casados em Coimbra, Santiago, a 27 de Abril de 1782).
Antes disso fora bispo de Leiria, em 1843. Exerceu também o cargo de administrador apostólico dos bispados de Castelo Branco e Portalegre, que então se achavam vagos (1848–1857). Teve como seu secretário particular o futuro bispo de Beja e mais tarde bispo de Lamego D. António da Trindade de Vasconcelos Pereira de Melo. Foi, ainda, Prior do Crato na Ordem Soberana e Militar de Malta.
Do ponto de vista político, serviu como vice-presidente da Câmara dos Pares, a câmara alta das Cortes Portuguesas durante a Monarquia Constitucional.
Em 1846, o Papa Gregório XVI fê-lo cardeal, mas a morte do Papa fez com que a distinção apenas fosse formalmente atribuída pelo seu sucessor, Pio IX, que lhe impôs o chapéu cardinalício.
Em Roma, participou ainda na definição do dogma da Imaculada Conceição, estabelecido a 8 de Dezembro de 1854.
Morreu em 15 de novembro de 1857, ao 64 anos, vitima de febre amarela.
Desde meados do século XX que o seu corpo se encontra no Panteão dos Patriarcas de Lisboa.

## Conclaves
- Conclave de 1846 – não participou da eleição do Papa Pio IX